# Historische Mitte (Berlin)

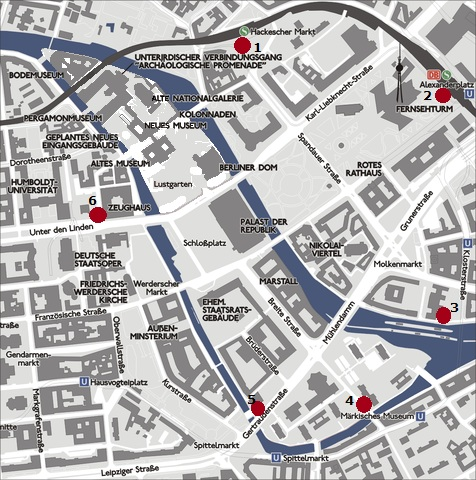
Lage der ehemaligen mittelalterlichen Stadttore in der Gegenwart
1 Spandauer Thor
2 Georgentor
3 Stralauer Thor
4 Köpenicker Thor
5 Gertraudenthor
6 Neues Thor

Der Begriff Historische Mitte etablierte sich in den 1990er Jahren für die inneren Ortsteile des östlichen Berliner Stadtzentrums, gelegen im Ortsteil Mitte.
Im klassischen Verständnis gilt vereinfacht auch das Gebiet innerhalb der mittelalterlichen Berliner Stadtmauer (13. Jahrhundert) oder erweitert auch innerhalb der Berliner Zollmauer (18. Jahrhundert) als historische Mitte Berlins. 
Etwa seit dem Jahr 2000 fasste die Senatsverwaltung für Stadtentwicklung die ehemaligen Stadtteile Alt-Berlin, Alt-Kölln, den Friedrichswerder sowie die Friedrichstadt und die Dorotheenstadt entlang dem Boulevard Unter den Linden bis zum Brandenburger Tor darunter zusammen, wodurch er sich zum feststehenden Begriff entwickelte.
Zudem wurde, unter Vorsitz von Hannes Swoboda, im Jahr 2000 die Internationale Expertenkommission Historische Mitte Berlin gegründet und beauftragt, ein Nutzungskonzept für das wiederaufzubauende Berliner Stadtschloss zu entwickeln. Unter dem von Swoboda am 17. April 2002 präsentierten Begriff „Humboldtforum“ überreichte die Kommission das von ihr erarbeitete Konzept an den Bundesminister für Verkehr, Bau- und Wohnungswesen, Kurt Bodewig, und den Regierenden Bürgermeister von Berlin, Klaus Wowereit.
Im Kernbereich der historischen Altstadt Berlins haben lediglich 85 von 1.200 Gebäuden den Zweiten Weltkrieg und die DDR-Zeit überstanden. Altstadtähnliche Funktionen wichen später unter anderem in das kleinteilige Scheunenviertel und weitere Teile der Spandauer Vorstadt aus.

## Begriffsentwicklung
Die sich rasch nach der deutschen Wiedervereinigung und mit dem Wiederzusammenwachsen der Stadt herausprägenden Begriffe City Ost und City West erwiesen sich schnell auch als unzureichend um die Berliner Innenstadtzentren richtig zu charakterisieren.
Während unter City West allgemein das Zentrum Charlottenburgs, der Kurfürstendamm nebst Breitscheidplatz und Tauentzienstraße verstanden wird, beschreibt der Begriff City Ost das damit gemeinte Gebiet nicht genau und ist daher missverständlich. Er wurde daher mehr und mehr durch Stadtmitte oder Historische Stadtmitte überlagert und ersetzt. Dass es seit 1908 bereits in der mitten in diesem Gebiet liegenden Friedrichstraße eine U-Bahn-Station mit dem Namen Stadtmitte gab, mag diese Begriffswahl begünstigt haben.
Ergänzt um den historischen Stadtkern, also die mittelalterlichen Quartiere Alt-Berlin, Alt-Kölln und Friedrichswerder (1709 zur Stadt Berlin zusammengefasst), ist die Historische Mitte demnach die Altstadt einschließlich Friedrichstadt und Dorotheenstadt. So reicht sie von den ehemaligen Stadttoren am Alexanderplatz im Osten bis zum Brandenburger Tor im Westen oder vom Neuen Tor im Norden bis zum Halleschen Tor im Süden. In der Übersichtskarte des Altbezirks Mitte zählen die Viertel 7, 8, 12 und 13 also nicht zur Historischen Mitte.